# Lesław Ćmikiewicz
Lesław Ćmikiewicz (Wrocław, 1948. augusztus 25. –), lengyel válogatott labdarúgó, edző.
A lengyel válogatott tagjaként részt vett az 1974-es világbajnokságon, illetve az 1972. és az 1976. évi nyári olimpiai játékokon.

## Sikerei, díjai
Legia Warszawa
- Lengyel kupagyőztes (2): 1972–73, 1979–80

Lengyelország
- Világbajnoki bronzérmes (1): 1974
- Olimpiai bajnok (1): 1972
- Olimpiai ezüstérmes (1): 1976